# Gun-Brit Barkmin
Gun-Brit Barkmin (* 1971 in Rostock) ist eine deutsche Opernsängerin und Konzertsolistin (Sopran).

## Leben
Barkmin wuchs in Rostock auf. Beide Eltern fuhren zur See und entwickelten eine Vorliebe für schwedische Vornamen. Als Kind erhielt Gun-Brit Barkmin Gesangsunterricht bei einer Kantorin. Dabei reifte ihr Wunsch, Sängerin zu werden.
Gun-Brit Barkmin begann ein Gesangsstudium in ihrer Heimatstadt am Konservatorium Rostock bei Kammersänger Siegfried Eisenbach und setzte es an der Hochschule für Musik Carl Maria von Weber in Dresden bei Heidi Petzold fort. 1995 legte sie das Staatsexamen mit Auszeichnung ab und besuchte daneben Meisterkurse bei Peter Konwitschny, Daniel Helfgot, Hartmut Haenchen, Elisabeth Schwarzkopf und Carlo Bergonzi.
Nach Engagements in Freiberg und Wien wurde Barkmin im Jahr 2000 Ensemblemitglied an der Komischen Oper Berlin unter Harry Kupfer. Dort war sie u. a. als Marie in Alban Bergs Wozzeck, Alice Ford in Giuseppe Verdis Falstaff, Rosalinde in Johann Strauss’ Die Fledermaus, Mimi in Giacomo Puccinis La Bohème, Amelia in Aribert Reimanns Bernarda Albas Haus, in der Titelrolle von Jenůfa, als Sylvia Varescu in Emmerich Kálmáns Csárdásfürstin, Ghita in Alexander Zemlinskys Der Zwerg und als Gouvernante in Benjamin Brittens The Turn of the Screw zu erleben.
Die Verkörperung darstellerisch anspruchsvoller Charakterrollen wie Jenůfa in Berlin, Marie in Berlin und Cardiff, Salome am Opernhaus Zürich, Elsa und Chrysothemis in Leipzig sowie Queen Elizabeth I in Brittens Gloriana und Emilia Marty (Die Sache Makropulos) in Prag ist zu ihrem Markenzeichen geworden. Dabei arbeitete Barkmin mit Regisseuren wie Harry Kupfer, Andreas Homoki und Willy Decker zusammen. In der Spielzeit 2012/13 trat Gun-Brit Barkmin zudem bei den Salzburger Festspielen als Guinevere in einer neuen Produktion von Harrison Birtwistles Oper Gawain unter der Leitung von Ingo Metzmacher und in der Regie von Alvis Hermanis auf. Bei den Salzburger Festspielen 2017 sang sie die Rolle der Regan in Aribert Reimanns Lear unter Franz Welser-Möst.
In der Spielzeit 2017/18 sang sie ihre erste Brünnhilde (Götterdämmerung) mit dem Hong Kong Philharmonic Orchestra unter Jaap van Zweden im Rahmen der Gesamtaufnahme von Wagners „Ring für Naxos“. Barkmin debütierte an der Hamburgischen Staatsoper als Marie unter Kent Nagano und war als Salome erneut an der Wiener Staatsoper zu hören. Bei der Eröffnung des Kulturzentrums der Stavros-Niarchos-Stiftung, dem neuen Sitz der Griechischen Nationaloper, sang sie die Chrysothemis. An der Bayerischen Staatsoper war sie als Ariadne zu hören. Beim Maggio Musicale in Florenz sang sie die Tochter in Hindemiths „Cardillac“ unter der Leitung von Fabio Luisi. Zu weiteren Höhepunkten zählten Konzerte mit dem Orchestre philharmonique de Radio France unter Mikko Franck (Elektra) und mit Shanghai Symphony Orchestra unter Charles Dutoit (Tosca).
In der Spielzeit 2018/19 sang sie die Rolle der Eleonore in einer Neuproduktion von Ernst Kreneks Oper „Karl V.“ an der Bayerischen Staatsoper sowie die Salome an der Wiener Staatsoper und bei den Maifestspielen am Staatstheater Wiesbaden. Im Sommer 2019 war sie Stargast zweier Galakonzerte mit dem West Australian Symphony Orchestra unter Asher Fisch in Perth.
In der Saison 2019/20 ist Barkmin an der Bayerischen Staatsoper und am Opernhaus Zürich erneut in der Rolle der Marie in Alban Bergs „Wozzeck“ zu hören. An die Hamburgische Staatsoper kehrt sie mit der Partie der Marietta in Korngolds Oper „Die tote Stadt“ zurück.
Als Konzertsolistin war Barkmin u. a. mit den Wiener Symphonikern bei den Bregenzer Festspielen in Brecht und Weills Die sieben Todsünden, Mahlers 4. Sinfonie mit der Staatskapelle Dresden und mit Wagners Wesendonck-Liedern zu hören. Die Rolle der Anna in den sieben Todsünden hat sie auch in Lyon, Edinburgh, Neuseeland und Rio de Janeiro interpretiert.
Sie gilt als bedeutende Interpretin von Hauptrollen in Werken von Janáček, Britten, Berg, Wagner und Richard Strauss.
Gun-Brit Barkmin lebt in Berlin.

## Partien (Auswahl)
Alban Berg
- Wozzeck (Marie am Nationaltheater in Prag und an der Welsh National Opera, Cardiff)

Benjamin Britten
- Gloriana (Queen Elizabeth I am Nationaltheater in Prag)
- Peter Grimes (Ellen Orford an der Deutschen Oper am Rhein und an der Wiener Staatsoper)
- The Turn of the Screw (Gouvernante an der Komischen Oper Berlin)

Leoš Janáček
- Jenůfa (Titelrolle an der Komischen Oper Berlin)
- Die Sache Makropulos (Emilia Marty am Nationaltheater in Prag)

Dmitri Schostakowitsch
- Lady Macbeth von Mzensk (Katerina Ismailowa am Opernhaus Zürich)

Giacomo Puccini
- La Bohème (Mimi an der Komischen Oper Berlin und in Seattle)
- Gianni Schicchi (Nella in Toronto)

Richard Strauss
- Ariadne auf Naxos (Prima Donna/Ariadne an der Oper Leipzig)
- Elektra (Chrysothemis an der Oper Leipzig sowie an der Wiener Staatsoper)[4]
- Salome (Titelrolle mit der Wiener Staatsoper in Tokio und an der Wiener Staatsoper, am Saarländischen Staatstheater Saarbrücken, am Opernhaus Zürich und an der New Yorker Carnegie Hall und in Boston konzertant)

Giuseppe Verdi
- Falstaff (Alice Ford an der Komischen Oper Berlin)
- Macbeth (Lady Macbeth am Aalto-Theater in Essen)

Richard Wagner
- Götterdämmerung (Brünnhilde, Aufnahme mit Hong Kong Philharmonic 2018)
- Tristan und Isolde (Isolde, Aufnahme mit West Australian Symphony 2019)
- Lohengrin (Elsa an der Oper Leipzig)
- Walküre (Sieglinde an der Wiener Staatsoper)

Alexander Zemlinsky
- Eine florentinische Tragödie (Bianca an der Opéra National de Lyon und in Toronto)
- Der Zwerg (Ghita an der komischen Oper Berlin)

Erich Wolfgang Korngold
- Die tote Stadt (Marietta an der Hamburgischen Staatsoper)

Ernst Krenek
- Karl V. (Eleonore an der Bayerischen Staatsoper)

## Auszeichnungen
- 2002: Daphne-Preis der Berliner Theatergemeinde

## Diskografie
- 2006: Zürcher Klaviertrio & Gun-Brit Barkmin - Dmitri Shostakovich: Piano Trios[5]